# Chris Van Hollen
Christopher Van Hollen, Jr., detto Chris (Karachi, 10 gennaio 1959), è un politico e avvocato statunitense, senatore per lo stato del Maryland dal 2017 e in precedenza membro della Camera dei rappresentanti per lo stesso stato dal 2003 al 2017.

## Biografia
Van Hollen, figlio di due impiegati del Dipartimento di Stato (il padre era un funzionario degli Affari Esteri, la madre era anche collaboratrice della CIA), nacque in Pakistan e trascorse l'infanzia in varie nazioni fra cui la Turchia e lo Sri Lanka, dove il padre fu ambasciatore negli anni settanta. Van Hollen si stabilì negli Stati Uniti d'America da ragazzo per compiere gli studi e frequentò anche l'Università Harvard. In seguito lavorò come assistente di alcuni politici sia democratici che repubblicani e nel 1990 ottenne una laurea in legge all'Università di Georgetown.
Dopo una breve carriera da avvocato, Van Hollen entrò in politica come democratico e dal 1991 al 2003 servì all'interno della legislatura statale del Maryland. Nel 2002 si candidò per un seggio alla Camera dei rappresentanti, sfidando la deputata in carica da sedici anni Connie Morella. Il distretto da lei rappresentato era tendenzialmente democratico ma la Morella era una repubblicana molto moderata e ciò le aveva permesso di essere rieletta per tanti anni. Van Hollen riuscì a raccogliere molti consensi e alla fine venne eletto, superando la Morella di appena tre punti percentuali.
Dopo essere approdato al Congresso, Van Hollen fu riconfermato per altri sei mandati da deputato. Nel 2016, quando la compagna di partito Barbara Mikulski annunciò il proprio ritiro, Van Hollen si candidò come suo successore al Senato; nelle primarie democratiche Van Hollen sconfisse la collega deputata Donna Edwards e successivamente prevalse sulla repubblicana Kathy Szeliga nelle elezioni generali di novembre, divenendo così senatore.

## Vita privata
Van Hollen e sua moglie Katherine hanno tre figli: Anna, Nicholas e Alexander. Van Hollen è di origine olandese.
Il 15 maggio 2022 Van Hollen ha annunciato di aver avuto un lieve ictus durante quel fine settimana e sarebbe rimasto al George Washington University Hospital per alcuni giorni.